# Driedaagse van De Panne-Koksijde 2012
36. edycja wyścigu kolarskiego Driedaagse van De Panne-Koksijde odbyła się od 27 do 29 marca 2012 roku. Liczyła trzy etapy, o łącznym dystansie 544,5 km. Wyścig ten figurował w rankingu światowym UCI Europe Tour.
Zwyciężył Francuz Sylvain Chavanel z grupy Omega Pharma-Quick Step, dla którego był to pierwszy triumf w tym wyścigu. Drugi był Holender Lieuwe Westra, a trzeci Polak Maciej Bodnar.
W wyścigu startowało dwóch Polaków: Maciej Bodnar z grupy Liquigas-Cannondale był trzeci w klasyfikacji końcowej, a Michał Kwiatkowski z grupy Omega Pharma-Quick Step nie ukończył wyścigu.

## Etapy
| Etap | Data     | Start       | Meta       | Dystans     | Zwycięzca          | Team                    | Lider              |
| ---- | -------- | ----------- | ---------- | ----------- | ------------------ | ----------------------- | ------------------ |
| 1.   | 27 marca | Middelkerke | Oudenaarde | 201,6 km    | Peter Sagan        | Liquigas-Cannondale     | Peter Sagan        |
| 2.   | 28 marca | Zottegem    | Koksijde   | 216,1 km    | Marcel Kittel      | Project 1t4i            | Alexander Kristoff |
| 3. A | 29 marca | De Panne    | De Panne   | 112,1 km    | Alexander Kristoff | Team Katusha            | Alexander Kristoff |
| 3. B | 29 marca | De Panne    | De Panne   | 14,7 km ITT | Sylvain Chavanel   | Omega Pharma-Quick Step | Sylvain Chavanel   |

## Klasyfikacja generalna
| M-ce | Imię i nazwisko  | Kraj          | Drużyna                 | Czas        |
| ---- | ---------------- | ------------- | ----------------------- | ----------- |
| 1.   | Sylvain Chavanel | Francja       | Omega Pharma-Quick Step | 12h 05' 44" |
| 2.   | Lieuwe Westra    | Holandia      | Vacansoleil-DCM         | + 4"        |
| 3.   | Maciej Bodnar    | Polska        | Liquigas-Cannondale     | + 14"       |
| 4.   | Svein Tuft       | Kanada        | GreenEDGE Cycling Team  | + 17"       |
| 5.   | Niki Terpstra    | Holandia      | Omega Pharma-Quick Step | + 18"       |
| 6.   | Jesse Sergent    | Nowa Zelandia | RadioShack-Nissan-Trek  | + 22"       |
| 7.   | Luke Durbridge   | Australia     | GreenEDGE Cycling Team  | + 32"       |
| 8.   | Stijn Devolder   | Belgia        | Vacansoleil-DCM         | + 39"       |
| 9.   | Markel Irizar    | Hiszpania     | RadioShack-Nissan-Trek  | + 51"       |
| 10.  | Sébastien Turgot | Francja       | Team Europcar           | + 55"       |